# Trafic (film)
Trafik (originaltitel: Trafic) er den sidste komediefilm af franskmanden Jacques Tati. Filmen er fra 1971, og udspiller sig i en tid, hvor det var populært at køre på Campingferie.
Filmen handler om en Renault 4 'Fourgonette', bygget specielt til camping. Den skal transporteres fra fabrikken i Frankrig til biludstillingen i Amsterdam. Men det går ikke helt efter planen. Filmen havde premiere i Frankrig den 16. april 1971

## Medvirkende
- Jacques Tati - Monsieur Hulot
- Marcel Fraval - Lastbilschauffør
- Honoré Bostel - Direktør for bilfabrikken ALTRA
- François Maisongrosse - Værkfører på ALTRA
- Maria Kimberly - Maria, PR-arbejder på ALTRA
- Tony Knepper - Mekaniker